# Meiacanthus grammistes
Meiacanthus grammistes är en fiskart som först beskrevs av Achille Valenciennes, 1836.  Meiacanthus grammistes ingår i släktet Meiacanthus och familjen Blenniidae. Inga underarter finns listade i Catalogue of Life.